# Chiesa del Corpus Domini (Colonia)
La chiesa del Corpus Domini a Colonia (in tedesco: Fronleichnamskirche) è un luogo di culto cattolico di Colonia, in Germania.

## Storia
Le suore orsoline giunsero a Colonia, provenienti da Liegi, nel 1639 e nel 1671 acquistarono, nella Machabäerstraße un terreno, sul quale dal 1673 al 1676 eressero il loro convento così come dal 1693 al 1695 fecero erigere una scuola per giovani fanciulle. La chiesa del convento venne costruita dal 1709 al 1712 su progetto dell'architetto italiano Matteo Alberti e il 16 ottobre 1712 essa fu consacrata dal vescovo di Colonia Johann Werner de Veyder.
La sede delle Orsoline venne distrutta nel corso della seconda guerra mondiale. Convento, pensionato ed edificio scolastico vennero successivamente ricostruiti. Nell'interno della chiesa del Corpus Domini dell'iniziale ricco e storico arredo barocco sono rimasti solo i rilevi a stucco dell'arco trionfale, mentre il rimanente è moderno. Una radicale ristrutturazione dell'interno ebbe luogo nel 1997/98. Nel 2003 venne installato nella chiesa l'altar maggiore barocco (1703) dell'antica chiesa di Santa Colomba. Il 19 gennaio 2007 venne consacrato il nuovo altare per le celebrazioni, più semplice, da parte dell'arcivescovo di Colonia, cardinale Joachim Meisner.
La chiesa funge attualmente chiesa delle scuole orsoline di Colonia e come spazio per concerti e per esercitazioni musicali da parte della vicina Scuola di Musica di Colonia.

## Descrizione
L'esterno della chiesa del Corpus Domini è caratterizzato dalla facciata. Essa è affiancata dai due campanili ottagonali, con alta copertura in ardesia terminante con una lanterna sormontata da una croce in ferro battuto. Il prospetto termina con un frontone semicircolare, sorretto idealmente da un cornicione poggiante su quattro lesene ioniche lisce. Al centro, vi è il portale, sormontato da una nicchia all'interno della quale si trova una scultura raffigurante un ostensorio; in ciascuna delle due nicchie laterali, si trova un angelo in adorazione dell'Eucaristia.
All'interno, la chiesa il modello delle chiese veneziane a navata unica del XVII secolo. Esso si compone di una breve navata terminante con un'abside semicircolare di sezione minore. La navata è coperta con volta a botte lunettata e in ciascuna delle due pareti laterali si aprono due grandi monofore a tutto sesto strombate intervallate da coppie di lesene ioniche lisce; a metà della parete di destra si trova il pregevole pulpito ligneo, mentre sulla parete opposta vi è una statua della Madonna col Bambino. Nell'abside, alle spalle del moderno altare post-conciliare, vi è quello barocco, proveniente dall'antica chiesa di Santa Colomba. Esso, privato della mensa, è in marmo bianco e nero, con ciborio sorretto da otto colonne corinzie con i capitelli dorati. Al centro, vi è il tabernacolo, affiancato da due angeli in adorazione.
Sulla cantoria in controfacciata, si trova l'organo a canne Ahrend opus 161, costruito nel 2002. Lo strumento è a trasmissione meccanica ed ha una consolle a finestra con due tastiere di 53 note ciascuna ed una pedaliera di 29 note. L'organo è racchiuso all'interno di una cassa lignea geometrica, con mostra in più campi composta da canne di principale.

## Altre immagini

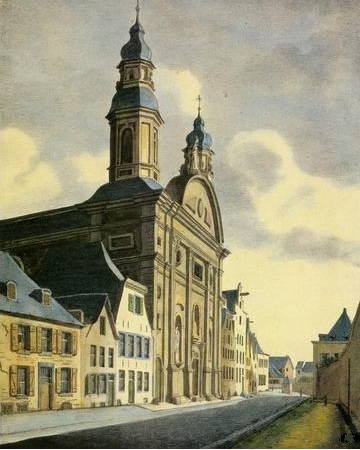
La chiesa nel 1827
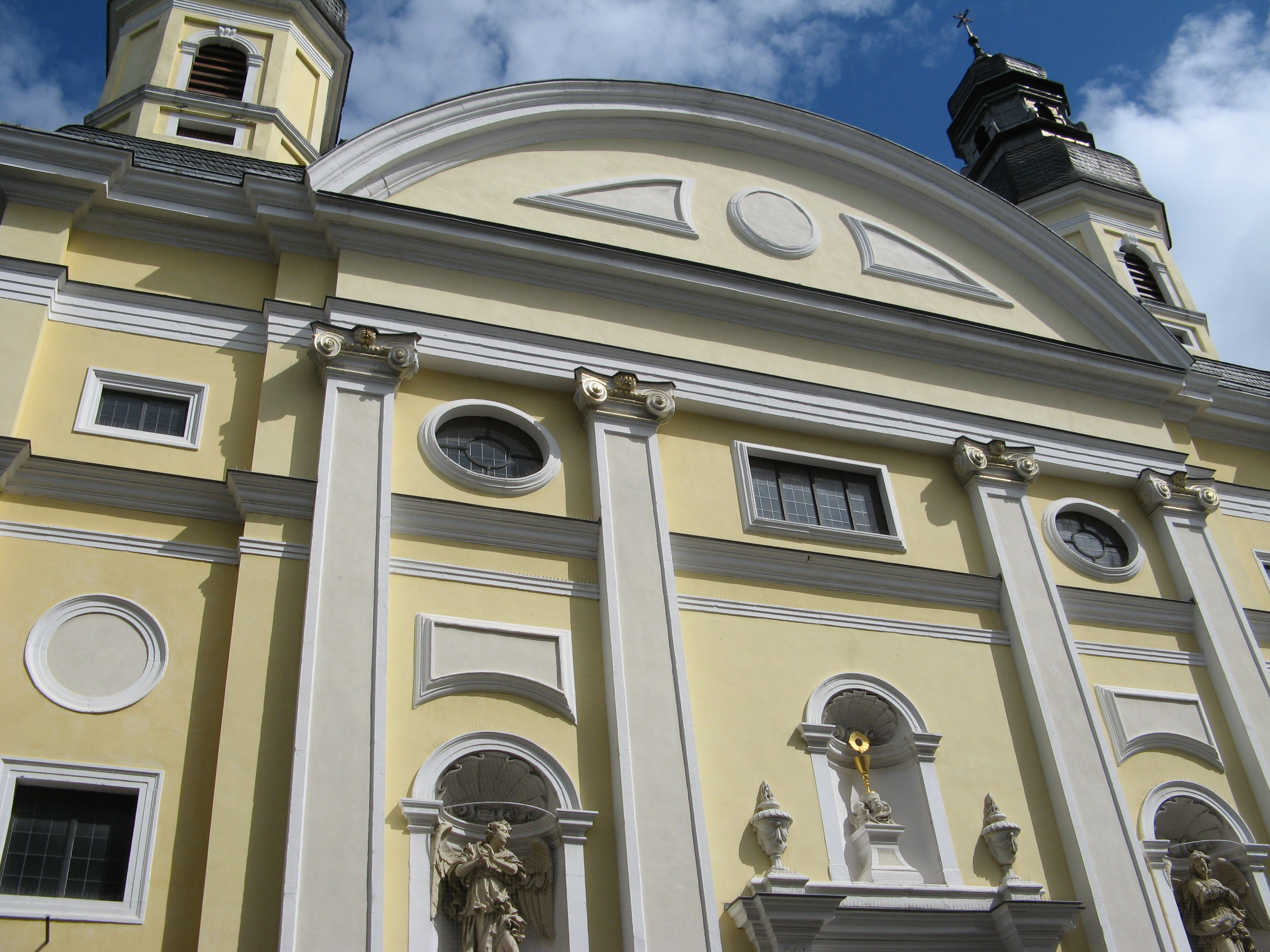
Scorcio della facciata
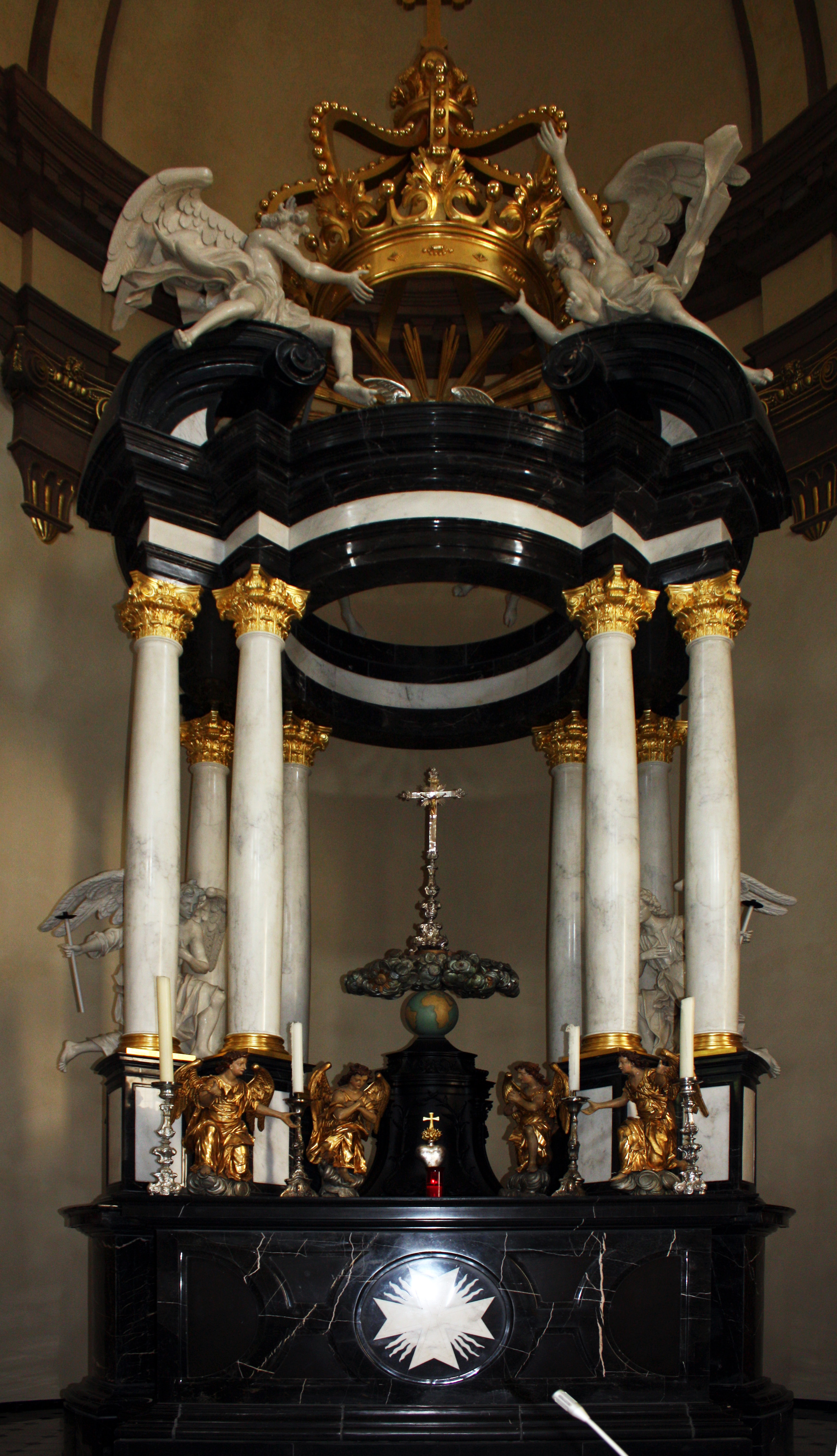
L'altare
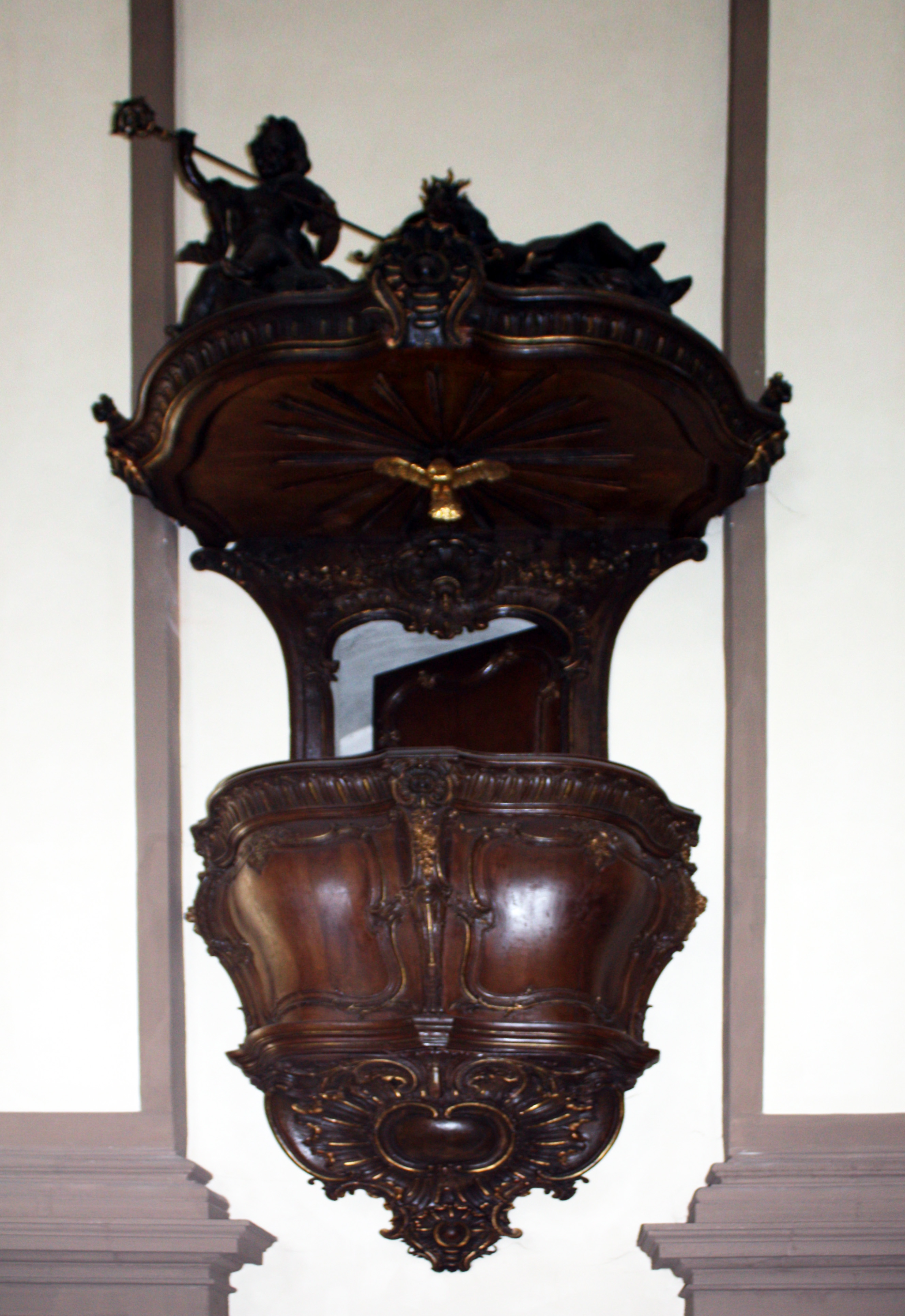
Il pulpito
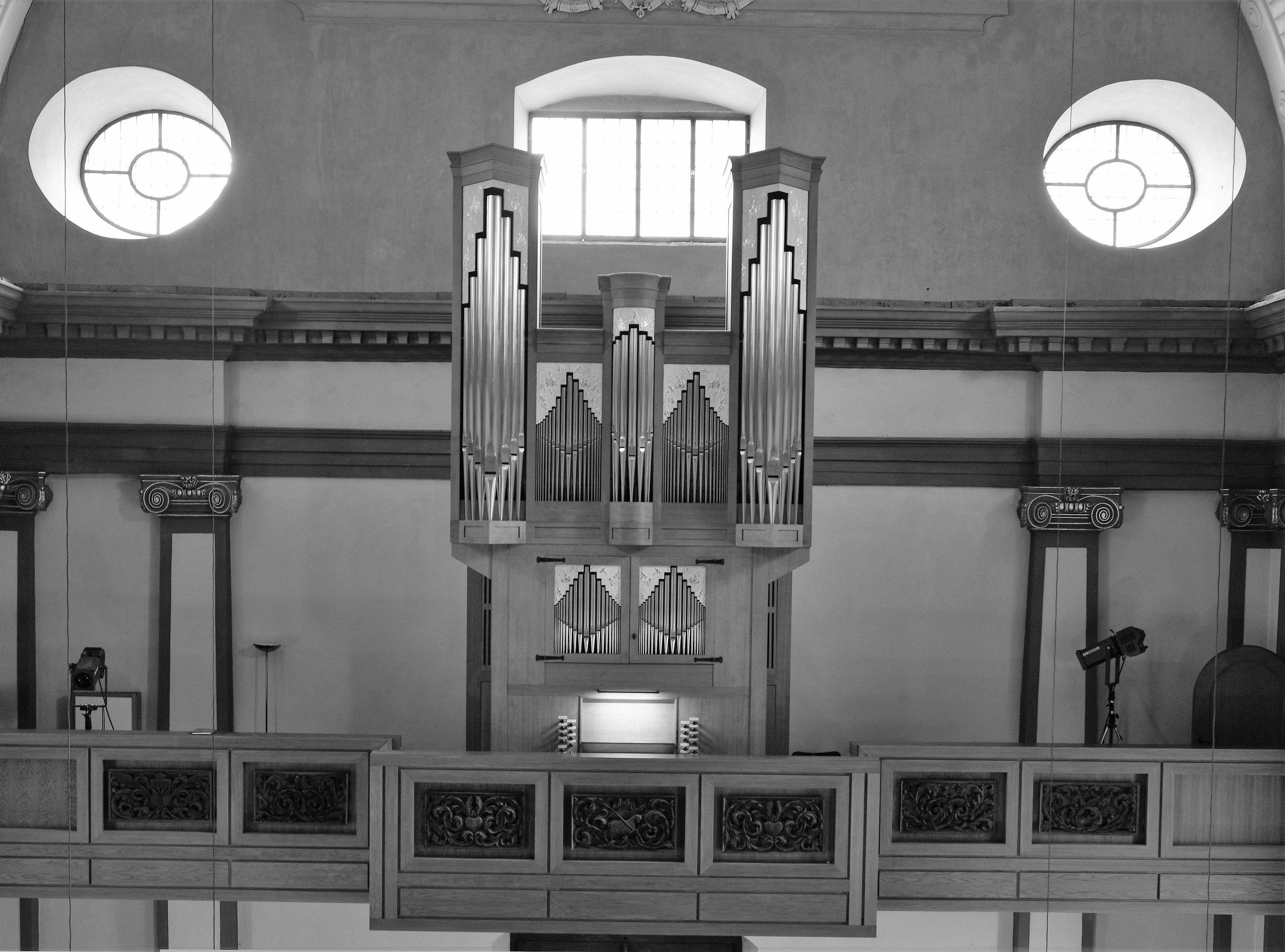
L'organo a canne